# Chloris bournei
Chloris bournei là một loài thực vật có hoa trong họ Hòa thảo. Loài này được Rang. & Tadul. mô tả khoa học đầu tiên năm 1921.